# 韦尔肯巴赫
韦尔肯巴赫是德国莱茵兰-普法尔茨州的一个市镇。总面积2.30平方公里，总人口140人，其中男性69人，女性71人（2011年12月31日），人口密度61人/平方公里。